# Филипович, Мухамед
Мухамед Филипович (босн. Muhamed Filipović; 3 августа 1929, Баня-Лука, Королевство Югославия — 25 февраля 2020) — боснийский учёный, историк, философ, писатель, эссеист, академик, президент Бошняцкой академии наук и искусств (БАНУ). Политик. Идеолог и теоретик боснякского национализма. Считается одним из наиболее видных интеллектуалов Боснии.

## Биография
Среди его предков, выходцев из Загреба, принявших в 1564 году ислам, были беи. Родственники матери в годы Второй мировой войны занимали важные должности среди усташей. Брат погиб в лагере смерти Ясеновац, а сестра была членом коммунистического подполья.
Окончил в 1952 году философский факультет Белградского университета, позже, аспирантуру. В 1960 году стал доктором наук.
Действительный член Академии наук и искусств Боснии и Герцеговины. Преподаватель философии Сараевского университета.
М. Филипович — известный политик. В период правления коммунистов в СФРЮ был диссидентом и критиком политики Йосипа Броза Тито.
Вместе с А. Изетбеговичем, Ф. Абдичем и А. Зулфикарпашичем основал консервативную Партию демократического действия Боснии и Герцеговины, членом которой был до 1990 года. Впоследствии не принял радикально-исламистский курс Изетбеговича и вышел из ПДД, приняв участие в основании более умеренной Мусульманской бошняцкой организации (МБО).
Во время Боснийской войны — посол Республики Босния и Герцеговина в Соединенном Королевстве.

## Научная деятельность
Автор 14 книг, многие из которых были переведены на другие языки. Самая известная работа М. Филиповича — «Lenjin — monografija njegove Misli» (рус. «Ленин — монография о его мыслях»), была переведена на болгарский, датский, итальянский, словацкий, французский, китайский и шведский языки.

## Избранные публикации
- Ленин — монография о его мыслях / Lenjin — monografija njegove misli
- Религия и мораль / Religija i moral
- Этические основы гуманизма / Etički osnovi humanizma
- Марксизм и современная философия / Marksizam i savremena filozofija
- Марксистская философия / Marksistička filozofija
- Сафет Купич — философ, эссеист и литературный критик / Safet Krupić-filozof, esejist i književni kritičar
- Философия языка / Filozofija jezika (в 2 томах)
- Боснийская политика / Bošnjačka politika, 1996
- Босния и Герцеговина — важнейшие географические, демографические, исторические, культурные и политические факты / Bosna i Hercegovina-najvažnije geografske, demografske, historijske, kulturne i političke činjenice, 1997
- Попытка духовной биографии / Pokušaj jedne duhovne biografije, 1999
- Я был дипломатом Алии / Bio sam Alijin diplomata (в 2 томах), 2000
- Десять лекций по идее Европы, Фонд открытого общества «Право-центр» Боснии и Герцеговины / Deset predavanja o ideji Evrope, Pravni centar Fond otvoreno društvo BiH, 2000
- Длинная, длинная поездка в Лим и вокруг Пестера / Jedno dugo, dugo putovanje uz Lim i oko Pestera, 2001
- Коммунизм и ностальгия / Komunizam i nostalgija, 2001
- Вопрос об ответственности за войну в Боснии и Герцеговине / Pitanje odgovornosti za rat u BiH
- Ислам и террор / Islam i teror, 2002
- Методология науки и научной работы / Metodologija znanosti i znanstvenog rada, 2004
- Трагедия Боснии / Tragedija Bosne
- История и наше мнение о ней / Povijest i naše mišljenje o njoj
- История духовной жизни на землях Боснии и Герцеговины / Historija duhovnog života na tlu Bosne i Hercegovine (в 4 томах), 2005
- Девятнадцать этюдов о Михаиле Бахтине / Devetnaest etida o Mihailu Bahtinu, 2005
- Боснийский дух витает над Боснией / Bosanski duh lebdi nad Bosnom, 2006